# Parque Nacional Wapusk
O Parque Nacional Wapusk está localizado a 45 km ao sul do município de Churchill, no nordeste da província de Manitoba, Canadá, às margens da Baía de Hudson. O nome Wapusk vem da tribo nativo americana Cree e signica "urso branco". O parque oferece uma boa oportunidade para se ver ursos polares.